# Малышев, Александр Петрович
Алекса́ндр Петро́вич Ма́лышев (10 [22] июня 1879, с. Белое, Курская губерния — 16 марта 1962) — российский, советский механик; доктор технических наук, профессор.

## Биография
Из семьи приходского священника.
В 1901 году окончил Курскую духовную семинарию по первому разряду со званием студента семинарии. В 1901—1902 учебном году состоял учителем железнодорожного училища при станции Курск I.
С августа 1902 года — студент химического отделения Томского технологического института; в 1903 перешёл на механическое отделение (в 1904 оставлен на второй год на втором курсе механического отделения из-за временного закрытия института). За период обучения был на практиках:
- 1904 — в должности десятника при постройке Омских железнодорожных мастерских;
- 1906 — в должности помощника машиниста паровоза при станции Красноярск;
- 1908 — осматривал элеваторы в портах Чёрного моря;
- 1909 — осматривал элеваторы Балтийского моря.

Руководителем его дипломного проекта был И. И. Бобарыков. С 1 сентября 1911 года — титулярный советник, работал в Томском технологическом институте: младший лаборант при механической лаборатории, заведующий лабораторией черчения (1914), старший ассистент кафедры прикладной механики (с декабря 1917), преподаватель по курсу «Прикладная механика» (с 1919). Находился в научных командировках:
- октябрь 1915, Петроград: ознакомление с обработкой и сборкой шрапнели на Путиловском и Петроградском металлическом заводах;
- 30 октября 1915 — ноябрь 1916, США:
  - на заводе «General Vehicle Co» (вблизи Нью-Йорка) проводил контрольные механические испытания материала в процессе установки печей для термической обработки шрапнельных станков;
  - на заводе «Dayton Metal Products Co» (Дейтон, штат Огайо) совместно с профессором Б. П. Вейнбергом проводил первоначальные опыты по механическому испытанию стали для взрывателей;
  - заведовал специальной лабораторией по испытанию стали (Сиракьюс, штат Нью-Йорк).

Одновременно преподавал математику в старших классах 3-й классической гимназии (1918), был директором Сибирского протезного института (с 1920).
С 1923 года работал в Москве:
- заместитель председателя Научно-протезной комиссии при учёном медицинском совете Московского протезного института (в 1925—1928 — при учёном медицинском совете Наркомздрава); занимался разработкой конструкций протезов верхних конечностей; одновременно возглавлял конструкторское бюро текстильных машин.
- заведующий кафедрой прикладной механики в Московском текстильном институте (с 1924), профессор (1927), декан факультета текстильного машиностроения (с 1930). Находился в научных командировках:
  - 1927, Германия;
  - август 1930, США, Англия, Бельгия и Франция — изучал механизацию первичной обработки льна.
- одновременно — заведующий сектором машиноиспытания в Научно-исследовательском текстильном институте (1929—1931), технический директор НИИ текстильного машиностроения (с 1931);
- одновременно — член совета при наркоме лёгкой промышленности (с 1936), член технического совета при наркоме общего машиностроения (1940—1941).

С 1934 года — член Московского совета рабочих, крестьянских и красноармейских депутатов.
В октябре 1941 года был эвакуирован в Ташкент, где с декабря 1941 работал заведующим кафедрой проектирования текстильных машин в Ташкентском текстильном институте. С 1943 года, вернувшись в Москву, работал заведующим кафедрой теории механизмов и машин Московского текстильного института.
Состоял членом редколлегии журнала «Текстильное машиностроение» (1932—1933); с 1928 года — редактор отдела прикладной механики в «Технической энциклопедии», в 1933 — редактор отдела механики в Нutte.
Скончался 16 марта 1962 г. Похоронен на Введенском кладбище (2 уч.).

## Научная деятельность
Профессор (1921). Доктор технических наук (1936, без защиты диссертации).
Основные направления исследований — структура, классификация и синтез механизмов.
Основные достижения:
- одним из первых предложил эксперимент в качестве одного из важнейших исследовательских методов в области общей теории механизмов и машин;
- разрабатывал для проведения экспериментов оригинальную аппаратуру;
- вывел формулу, носящую его имя➤;
- сформулировал понятие «условия связи» и «степень свободы» и объяснил их зависимость друг от друга;
- обосновал разделение всех возможных кинетических пар механизмов на пять классов.

Автор 35 научных работ.

### Формула Малышева
Формула А. П. Малышева для пространственных механизмов.
Важнейшей характеристикой кинематической цепи является число степеней свободы. Пусть кинематическая цепь содержит n звеньев. До того как они были соединены посредством кинематических пар, система из n звеньев имела 6n степеней свободы. Каждая кинематическая пара m класса дает m уравнений связей относительно координат. Разность между числом степеней свободы и числом уравнений связей дает число независимых координат — степеней подвижности механизма:
W = 6n — 1P1 — 2P2 — 3P3 — 4P4 — 5P5
где n — число подвижных звеньев;
6n — общее число степеней свободы всех звеньев;
P1, P2, P3, Р4 , P5 — число кинематических пар от 1 до 5 класса;
W — степень подвижности механизма.

### Избранные труды
- Малышев А. П. Анализ и синтез механизмов с точки зрения их структуры. — Томск, 1923. — 4 84 с.
- Малышев А. П. Веретено. — М. : Гизлегпром, 1950. — 240 с.
- Малышев А. П. Кинематика механизмов. — М. : Гизлегпром, 1933 (1 тип. Трансжелдориздата). — 467 с.
- Малышев А. П. Коленчатые валы : Вып. 1: Определение реакций в опорах. — Томск : Типо-лит. Сиб. т-ва печ. дела, 1913. — 67 с.
- Малышев А. П. Опытное исследование динамики ватерных веретен : Доклад Распорядительному бюро текстильного машиностроения. — М. : [стеклография коллектива № 5], 1928. — 52 с.
- Малышев А. П. Прикладная механика. — Новониколаевск : Сиб. обл. гос. изд-во, 1923.
- Малышев А. П. Прикладная механика. — Ч. 1 : Общая теория механизмов : Вып. 1. Структура и синтез механизма. — Томск, [б.г.]. — 97 с.
- Малышев А. П. Конструкции протезов верхних конечностей. Основы технической биомеханики // Протезное дело. — 1928.
- Малышев А. П. Современные механические устройства для первичной обработки лубяных волокон // Комиссия ВСНХ СССР по поездке в Америку и Западную Европу. Первичная обработка льна и конопли. Работа комиссии. — 1931.
- Малышев А. П. Новая теория боевых механизмов ткацких станков // Известия хлопчатобумажной промышленности. — 1934.
- Малышев А. П. О формуле Эйлера для гибкой связи скользящей по поверхности цилиндра // МТИ / Сб. науч. тр. — 1936.

учебники
- Малышев А. П., Воробьев П. А. Механика и конструктивные расчеты ткацких станков : [Учебник для текстильных вузов]. — М. : Машгиз, 1960. — 552 с.
- Малышев А. П., Смирнов А. И., Воробьев П. А. Основы проектирования ткацких станков : Допущ. ВКВШ при СНК СССР в качестве учебника для вузов текстил. пром-сти / Под общ. ред. д-ра техн. наук, проф. А. П. Малышева. — М.; Л.: Изд-во и 1-я тип. Гизлегпрома в Л., 1946. — 432 с.

## Награды
- Медаль «В память 300-летия царствования дома Романовых».

## Комментарии
1. ↑  Местом рождения указываются с. Белое[1] (без уточнения — Золотухинского или Обоянского района Курской области) либо с. Белый Колодезь[2] без уточнения района; в Курской области одноимённых сёл насчитывается пять.
2. ↑  По состоянию на 1942 год.